# Cold Fire
Cold Fire är en låt av den kanadensiska progressiv rock bandet Rush. Den släpptes som den tionde låten på albumet Counterparts  släppt 19 oktober 1993. Låten var senare också släppt som den andra singeln från albumet. 
Rush spelade "Cold Fire" endast på Counterparts turnén. Totalt blev den spelad 55 gånger live.